# 権景宣
権 景宣（けん けいせん、生年不詳 - 567年）は、北魏から北周にかけての軍人。字は暉遠。本貫は天水郡顕親県。

## 経歴
北魏の隴西郡太守の権曇騰の子として生まれた。若くして頭の回転が速く、侠気があり、同郷の人々を感心させていた。17歳のとき、北魏の行台の蕭宝寅に見出されて抜擢され、軽車将軍となった。528年（武泰元年）、蕭宝寅が敗れると、景宣は郷里に帰った。534年（永熙3年）、宇文泰が隴右を平定すると、景宣は抜擢されて行台郎中となった。孝武帝が関中に入ると、景宣は鎮遠将軍・歩兵校尉に任じられ、平西将軍・秦州大中正の位を加えられた。
535年（大統元年）、西魏が建てられると、景宣は祠部郎中に転じた。537年（大統3年）、宇文泰に従って弘農を攻撃し、沙苑の戦いに参戦し、いずれも軍の先頭に立って敵陣を破った。外兵郎中に転じた。538年（大統4年）、開府の于謹に従って洛陽を救援することとなり、景宣は兵糧の調達と補給を担当した。このとき洛陽は西魏が陥落させたばかりで損傷が激しく、宮室を修繕しようと、景宣は3000人を率いて資材の調達と運搬に出ていた。東魏の軍がやってくると、西魏の司州牧の元季海らは少勢のため応戦できず脱出し、属城はことごとく離反して退路を塞いだ。景宣は20騎を率いて、戦いながら退却した。景宣は軽騎で包囲を突破し、民家に隠れた。景宣は長く隠れていることはできないと見切って、宇文泰の信書を偽作して、500人あまりを召募し、宜陽に拠って守り、西魏の大軍が後詰めにやってくると宣伝した。東魏の将軍の段琛らが兵を率いて九曲までやってきた。景宣はいつわって投降の意を段琛に伝え、西方に逃走した。景宣は儀同の李延孫と合流すると、孔城を攻撃した。洛陽以南の地は再び西魏につくようになった。景宣は宇文泰の命を受けて張白塢を守り、東南方面の軍を統制することとなった。東魏の将軍の王元軌が洛陽に入ると、景宣は李延孫らとともにこれを撃破し、功績により大行台右丞に任じられた。宜陽に進軍して駐屯し、襄城を攻め落とした。東魏の襄城郡太守の王洪顕を捕らえ、500人あまりを捕えあるいは斬った。宇文泰の命により長安に召還され、入朝した。前後の功績により、顕親県男に封じられた。南陽郡太守に任じられて出向した。南陽郡は国境に近く、民衆を動員して35カ所の守防を設けていたため、民衆の多くは農業や養蚕を営むことができなくなり、反乱も続発していた。景宣はこれらの守防を除去し、ただ城楼のみを修復して、兵器を整備した。反乱は後を絶ち、民衆は生業を営めるようになった。人々は景宣の統治を賞賛して、頌徳碑を立てた。広州刺史に転出した。
547年（大統13年）、東魏の侯景が西魏に帰順してくると、景宣は僕射の王思政に従って応接にあたった。侯景が離反して南朝梁につくと、東魏が再び河南を領有するのを阻止するため、景宣が大都督・豫州刺史とされ、楽口に駐屯した。東魏は張亮を派遣して豫州刺史とした。張亮は部将の劉貴平を派遣して楽口を攻撃させた。景宣は兵1000人に足らなかったが、臨機応変に戦い、前後して3000人あまりを捕えあるいは斬って、劉貴平を撃退した。使持節・車騎大将軍・儀同三司の位に進められた。549年（大統15年）、王思政が敗れて潁川郡を失陥すると、宇文泰は楽口などの諸城が孤立することから、脱出を命じた。襄州刺史の杞秀は狼狽して自軍を混乱させたが、景宣は軍令を徹底させて粛然と撤退を完了したことから賞賛された。そのまま荊州に駐屯し、鵶南の事務を任された。
襄陽に駐屯していた南朝梁の岳陽王蕭詧が西魏に帰順すると、南朝梁の湘東王蕭繹の拠る江陵を攻撃した。ところが蕭詧の部下の杜岸が湘東王の側について蕭詧を襲撃した。景宣は3000騎を率いて、蕭詧を救援し杜岸を破った。そこで蕭詧は妻の王氏と子の蕭嶚を人質として長安に送った。550年（大統16年）、景宣は開府の楊忠とともに南朝梁の将軍の柳仲礼を捕らえ、安陸・随郡を攻め落とした。しばらくして随州の城民の呉士英らが刺史の黄道玉を殺害して、反乱を起こした。景宣は呉士英に対して、黄道玉は凶暴であったとし、黄道玉を排除した功績は呉士英らに帰すると、偽って手紙を書いた。呉士英はこれを信じて一党を率いてやってきた。景宣は呉士英らを捕らえて処刑し、その仲間を解散させた。応城に進攻して落とし、夏侯珍洽を捕らえた。これにより応州・礼州・安州・随州はいずれも平定された。景宣は并安肆郢新応六州諸軍事・并州刺史に任じられた。ほどなく驃騎大将軍・開府儀同三司の位に進められ、侍中の位を加えられた。都督江北司二州諸軍事を兼ね、爵位を伯に進められた。唐州の少数民族の田魯嘉が豫州伯を自称し、北斉の兵を引き込むと、景宣はこれを撃破して、田魯嘉を捕らえ、その地を郡とした。安州刺史に転じた。南朝梁の定州刺史の李洪遠が帰順を約束しながら、後に離反したため、景宣はこれを襲撃して破り、その家族と部下を捕らえた。李洪遠は単身で逃走した。
554年（恭帝元年）、于謹が江陵を攻撃すると、景宣は別軍を率いて南朝梁の司徒の陸法和と司馬の羊亮を溳水で撃破した。さらに別軍を派遣して魯山を攻め落とした。景宣は多くの戦艦を建造し、旗幟をさかんに立てて、長江を渡ろうとする素振りを見せたため、南朝梁の人々を恐れさせた。南朝梁の将軍の王琳が湘州にいたことから、景宣は信書を送って、利害を説いた。王琳は長史の席壑を景宣のもとに派遣して湘州ごと帰順を願い出た。557年、北周が建国されると、景宣は長安に召還されて司憲中大夫となった、ほどなく都督基鄀硤平四州五防諸軍事・江陵防主に任じられ、大将軍の位を加えられた。
564年（保定4年）、宇文護が東征すると、景宣は別軍を率いて河南を攻撃した。北斉の豫州刺史の王士良や永州刺史の蕭泰がいずれも城ごと降った。景宣は開府の謝徹に永州を守らせ、開府の郭彦に豫州を守らせ、王士良と蕭泰と降兵1000人には長安に向かわせた。ほどなく洛陽を守れず、豫州と永州を放棄して、将士を撤退させた。昌州で羅陽の少数民族が反乱を起こすと、景宣は軍を転進させて反乱を鎮圧し、1000人を斬首し、2000人の捕虜と1000頭の家畜を得て、長安に送った。帰還の途中に灞上で宿営すると、宇文護に迎えられ労をねぎらわれた。
566年（天和元年）、荊州総管・十七州諸軍事・荊州刺史に任じられ、千金郡公の爵位に進められた。567年（天和2年）、陳の湘州刺史の華皎が後梁に帰順して、北周の援兵を求めてきた。景宣は水軍を率いて華皎とともに東下することになった。景宣が夏口に到着したとき、陳軍がすでに待ち受けていた。景宣は地位と軍功におごって勝手気ままに振る舞い、賄賂を取り、その命令も朝令暮改がはなはだしかった。将士たちは怒って、かれの命令を聞こうとしなかった。水軍が交戦すると、景宣の軍は短時間のうちに敗れ、北方に逃れた。戦艦や兵器はことごとく陳軍に奪われた。このとき衛公宇文直が北周の諸軍を総督していたが、景宣が敗れると、捕縛して軍法により処断しようとした。朝廷は使者を派遣して景宣の罪を赦免した。まもなく景宣は病没した。河渭鄯三州刺史の位を追贈された。諡を恭といった。

## 子女
- 権如璋（後嗣、開府儀同三司・膠州刺史）
- 権如玖[4]（儀同大将軍・広川県侯）

## 伝記資料
- 『周書』巻28 列伝第20
- 『北史』巻61 列伝第49